# Polyphenylensulfid
Polyphenylensulfid (Kurzzeichen PPS, auch Poly(thio-p-phenylen) genannt) ist ein hochtemperaturbeständiger thermoplastischer Kunststoff mit der allgemeinen Formel (SC6H4)n. Technisch wird es meist durch Polykondensation von 1,4-Dichlorbenzol mit Natriumsulfid in aprotischen Lösemitteln wie N-Methylpyrrolidon hergestellt.

## Geschichte
Bereits 1888 entdeckten Charles Friedel und James Mason Crafts PPS, was für ein Polymer ein recht früher Zeitpunkt war. Ende 1940 wurden Versuche unternommen, das Material großtechnisch herzustellen, aber erst 1967 wurde durch Edmonds und Hill von der Phillips Petroleum Company eine Methode entwickelt, um PPS aus 1,4-Dichlorbenzol und Natriumsulfid zu synthetisieren. Diese Entwicklung markiert die eigentliche Kommerzialisierung von PPS. 1973 wurde durch Chevron Phillips in Texas die erste kommerzielle Anlage in Betrieb genommen. Seitdem steht der Name Ryton für spritzgießfähiges PPS.
Nachdem 1984 die Basis-Patente ausgelaufen waren, wurden weltweit neue Produktionsstätten durch Wettbewerber gebaut. Diese waren dann auch in der Lage, nicht nur vernetztes Material herzustellen, wie es bisher am Markt bekannt war, sondern auch erste Produkte mit linearer Kettenstruktur kamen auf den Markt.

## Eigenschaften
PPS ist ein teilkristalliner Hochleistungskunststoff. Durch die Verbindung aromatischer Monomereinheiten über Schwefelatome entstehen besonders widerstandsfähige Polymere, deren gute mechanische Eigenschaften auch bei Temperaturen weit über 200 °C erhalten bleiben, so dass ein Dauereinsatz je nach Belastung bis 240 °C möglich ist. Kurzzeitig werden auch Belastungen bei Temperaturen bis zu 270 °C standgehalten.
Herausragend ist zudem die chemische Beständigkeit des PPS gegenüber nahezu allen Lösemitteln, vielen Säuren und Laugen sowie bedingt gegen Luftsauerstoff auch bei hohen Temperaturen.
PPS verfügt neben einer geringen Wasseraufnahme auch über eine gute Dimensionsstabilität und inhärente Flammwidrigkeit. Es hat hervorragende elektrische Eigenschaften (Isolator), ist für die meisten Flüssigkeiten und Gase hochgradig undurchlässig (impermeabel), hat auch bei höheren Temperaturen nur eine geringe Kriechneigung und ist aufgrund seines guten Fließvermögens auch für lange, schmale Formteile und komplexe Werkzeuggeometrien geeignet.
Es gibt grundsätzlich zwei verschiedene Arten von PPS: lineares und vernetztes. Während beim vernetzten PPS die verzweigten Polymerketten reversibel über physikalische Vernetzungspunkte miteinander verbunden sind, lagern sich die Ketten des gering verzweigten linearen PPS zu hochgeordneten Überstrukturen an. Diese morphologische Struktur spiegelt sich vor allem in den mechanischen Eigenschaften wider. So besitzt lineares PPS vor allem eine höhere Zähigkeit und Reißdehnung als vernetztes.
Der Thermoplast, welcher normalerweise ein elektrischer Nichtleiter ist, kann durch Dotierung in einen organischen Halbleiter umgewandelt werden.

## Verwendung
Polyphenylensulfide finden besonders Einsatz für mechanisch, elektrisch, thermisch und chemisch hochbeanspruchbare Formteile im Elektronik- und Fahrzeugsektor.
Lineares PPS kann durch ein breites Spektrum an Verarbeitungsverfahren (Blasformen, Extrusion, Spritzgießen) zu Bauteilen geformt werden, etwa 80 % werden aber im Spritzgießen gefertigt. Im Gegensatz dazu gibt es bei vernetztem PPS Eigenschaftsänderungen, die zu Einschränkungen in der Verarbeitbarkeit führen. Es ist zumeist nur spritzgießbar und nur sehr bedingt extrudierbar.
Durch Schmelzspinnen werden Mono- und Multifilamente erzeugt. Zu Stapelfasern zerschnitten können diese auch zu Vliesstoffen vernadelt oder zu Garn versponnen werden. Die erste kommerzielle Produktion von PPS-Faser begann 1973 bei Philips  Petroleum Company, die die  unter dem Handelsnamen Ryton vertrieb. Ebenso ist PPS auch zu Melt-Blown-Vliesstoffen verarbeitbar. Die PPS-Fasern weisen eine hervorragende Thermostabilität auf und können bis zu 190 °C dauerhaft (kurzfristig bis zu 230 °C) ohne gravierende Schädigung eingesetzt werden. Die Faser ist schwerentflammbar (LOI 39 bis 41), selbstverlöschend und schmilzt bei 285 °C. Die Chemikalienbeständigkeit ist gut. Sie ist chemisch stabil gegen alle nichtoxidierende Säuren bis zu 200 °C. Gegen stark oxidierende Medien ist sie allerdings empfindlich. Mit einer Feuchtigkeitsaufnahme < 0,1 % ist sie absolut hydrolysefest und sogar dampfhitzebeständig. Aufgrund dieser Eigenschaften werden PPS-Fasern als Spinnvliesstoffe und Nadelvliesstofffilterschläuche in der Heißgasentstaubung in Müllverbrennungsanlagen, aber auch als Filtertücher in der Nassfiltration eingesetzt.
Für 2007 wurde mit einem weltweiten Verbrauch von mindestens 50.000 t gerechnet.

## Handelsnamen
- Ryton® PPS von Syensqo (Ausgliederung von Solvay)
- Tedur® PPS von Albis Plastic
- DIC.PPS von DIC Corporation
- DURAFIDE® PPS von Polyplastics
- ECOTRAN® von HDC POLYALL
- FORTRON® von Celanese (ehem. Ticona), lineares Material
- Petcoal®  von Tōsō
- Torelina® von Toray
- Tecatron von Ensinger GmbH
- Badatron® von Bada AG
- Techtron™ PPS von Mitsubishi Chemical Advanced Materials
- Xytron™ von DSM Engineering Plastics

## Normen
- DIN EN ISO 20558-1:2019-06 Kunststoffe – Polyphenylensulfid (PPS)-Werkstoffe – Teil 1: Bezeichnungssystem und Basis für Spezifikationen
- DIN EN ISO 20558-2:2019-06 Kunststoffe – Polyphenylensulfid (PPS)-Werkstoffe – Teil 2: Herstellung von Probekörpern und Bestimmung von Eigenschaften